# Campionati mondiali di bob 1961
I Campionati mondiali di bob 1961, ventesima edizione della manifestazione organizzata dalla Federazione Internazionale di Bob e Skeleton, si sono disputati a Lake Placid, negli Stati Uniti d'America, sulla pista Mt. Van Hoevenberg Olympic Bobsled Run, il tracciato sul quale si svolsero le competizioni del bob ai Giochi di Lake Placid 1932 (sebbene su una versione differente della pista) e le rassegne iridate maschili del 1949. La località, situata nello Stato di New York, ha ospitato quindi le competizioni iridate per la seconda volta nel bob a due e nel bob a quattro uomini.
L'edizione ha visto dominare l'Italia che si aggiudicò entrambe le medaglie d'oro e una di bronzo sulle sei disponibili in totale, lasciando agli Stati Uniti i due argenti e alla Svezia un bronzo. I titoli sono stati infatti conquistati nel bob a due uomini da Eugenio Monti e Sergio Siorpaes e nel bob a quattro dagli stessi Monti e Siorpaes con i compagni Furio Nordio e Renzo Alverà.

## Risultati

### Bob a due uomini
| Pos. | Atleti                         | Nazione     |
| ---- | ------------------------------ | ----------- |
|      | Eugenio Monti Sergio Siorpaes  | Italia      |
|      | Gary Sheffield Jerry Tennant   | Stati Uniti |
|      | Sergio Zardini Romano Bonagura | Italia      |

### Bob a quattro
| Pos. | Atleti                                                      | Nazione     |
| ---- | ----------------------------------------------------------- | ----------- |
|      | Eugenio Monti Sergio Siorpaes Furio Nordio Renzo Alverà     | Italia      |
|      | Stanley Benham Gary Sheffield Jerry Tennant Chuck Pandolph  | Stati Uniti |
|      | Gunnar Åhs Gunnar Garpö Erik Wennerberg Börje-Bengt Hedblom | Svezia      |

## Medagliere
| Posizione | Nazione     | Oro | Argento | Bronzo | Totale |
| --------- | ----------- | --- | ------- | ------ | ------ |
| 1         | Italia      | 2   | 0       | 1      | 3      |
| 2         | Stati Uniti | 0   | 2       | 0      | 2      |
| 3         | Svezia      | 0   | 0       | 1      | 1      |
| Totale    | Totale      | 2   | 2       | 2      | 6      |